# Disability studies
Les disability studies (terme anglais sans traduction évidente en français) sont des études du handicap dans ses dimensions sociales, culturelles et politiques.
Ce champ d'études, qui a vu le jour dans les pays anglo-saxons, s'est créé en interaction étroite avec l'émergence du mouvement pour les droits des personnes handicapées.